# Lưu Nguyên (tướng)
Lưu Nguyên (tiếng Trung: 刘源; sinh ngày 22 tháng 2 năm 1951) là một chính khách mang quân hàm Thượng tướng của Quân Giải phóng Nhân dân Trung Quốc (PLA). Từ năm 2010 đến 2015, ông là Chính ủy Tổng cục Hậu cần Quân Giải phóng Nhân dân Trung Quốc. Trước đó, ông cũng là Chính ủy Viện Hàn lâm Khoa học Quân sự Trung Quốc, Phó tỉnh trưởng tỉnh Hà Nam. Lưu Nguyên là con trai cả của nguyên Chủ tịch nước Cộng hòa Nhân dân Trung Hoa Lưu Thiếu Kỳ, người đã bị lật đổ và qua đời trong thời kỳ Cách mạng Văn hóa.

## Thân thế và sự nghiệp
Lưu Nguyên sinh năm 1951 tại Bắc Kinh, là con trai của Lưu Thiếu Kỳ (刘少奇), cựu Chủ tịch nước và mẹ là Vương Quang Mỹ (王光美), một thông dịch viên đa ngôn ngữ cũng làm việc cho đảng.
Lưu Nguyên gia nhập Quân Giải phóng Nhân dân Trung Quốc tháng 7 năm 1966, nhưng chỉ một tháng sau, ông đã bị loại ngũ và sau đó bị đuổi khỏi Trung Nam Hải cùng hai người em gái, nguyên nhân là do cha ông, Lưu Thiếu Kỳ, bị Khang Sinh, Giang Thanh vu cáo "phản bội, nội gian", "tay sai của đế quốc xét lại, Quốc Dân Đảng" sau đó ông bị khai trừ khỏi đảng và chết trong tù năm 1969 khi từ chối điều trị y tế. Vị cựu chủ tịch nước chỉ được ông Đặng Tiểu Bình chính thức khôi phục danh dự vào năm 1980. Trong khoảng 10 năm dưới thời kỳ Cách mạng Văn hóa, Lưu Nguyên phải nếm đủ mọi đắng, cay, tủi, nhục.
Năm 1977, sau khi "Tứ nhân bang" bị đánh đổ, Lưu Nguyên trở thành sinh viên khóa đầu tiên của Khoa Sử trường Đại học Sư phạm Bắc Kinh, sau khi các trường đại học mở cửa trở lại.
Năm 1982, sau khi tốt nghiệp đại học, Lưu Nguyên được điều về làm Phó bí thư đảng ủy công xã ở Hà Nam, rồi làm xã trưởng (chủ tịch xã), sau đó ông làm chủ tịch huyện Tân Hương. Năm 1985, ông trở thành phó thị trưởng thành phố Trịnh Châu, thủ phủ của tỉnh Hà Nam. Năm 1988, Lưu Nguyên được bổ nhiệm làm phó tỉnh trưởng tỉnh Hà Nam.
Năm 1992, ông gia nhập Lực lượng Cảnh sát Vũ trang Nhân dân Trung Quốc, làm Chính ủy thứ hai Bộ chỉ huy điện nước thuộc Lực lượng cảnh sát vũ trang và được phong cảnh hàm Thiếu tướng lực lượng Vũ trang.
Năm 1998, ông nhậm chức Phó Chính ủy Lực lượng Cảnh sát Vũ trang Nhân dân Trung Quốc. Năm 2000, tấn thăng cấp bậc Trung tướng Vũ cảnh. Năm 2003, ông được cử giữ chức vụ Phó chính ủy Tổng cục Hậu cần Quân giải phóng Nhân dân Trung Quốc, đồng thời cải phong cảnh hàm Trung tướng Lực lượng Cảnh sát Vũ trang thành quân hàm Trung tướng Quân Giải phóng Nhân dân Trung Quốc.
Năm 2005, Lưu Nguyên điều động giữ chức Chính ủy Viện Hàn lâm Khoa học Quân sự Trung Quốc. Tháng 10 năm 2007, tại Đại hội Đảng Cộng sản Trung Quốc lần thứ 17, Lưu Nguyên được bầu làm Ủy viên Trung ương Đảng khóa XVII. Ngày 20 tháng 7 năm 2009, Lưu Nguyên được phong quân hàm Thượng tướng.
Tháng 12 năm 2010, Lưu Nguyên được bổ nhiệm giữ chức vụ Chính ủy Tổng cục Hậu cần. Tháng 11 năm 2012, tại Đại hội Đảng Cộng sản Trung Quốc lần thứ 18, ông được bầu tái đắc cử Ủy viên Ban Chấp hành Trung ương Đảng Cộng sản Trung Quốc khóa XVIII.
Tháng 12 năm 2015, Lưu Nguyên thôi giữ chức Chính ủy Tổng cục Hậu cần quân đội Trung Quốc.
Tháng 2 năm 2016, Lưu Nguyên được bổ nhiệm giữ chức Phó Chủ nhiệm Ủy ban Kinh tế Tài chính thuộc Nhân đại Trung Quốc.